# Cheryl Peake
Pour les articles homonymes, voir Peake.
Cheryl Peake (née le 30 mars 1966 à West Bromwich en Angleterre - morte le 12 juin 2013 à Hollywood en Floride) est une patineuse artistique britannique de couple.
Avec son partenaire Andrew Naylor, ils sont sextuples champions de Grande-Bretagne de 1986 à 1991.

## Biographie

### Carrière sportive
Cheryl Peake et son partenaire Andrew Naylor ont dominé le patinage britannique entre 1986 et 1987 de la catégorie des couples artistiques, en remportant six titres nationaux consécutifs.
Sur le plan international, ils ont participé aux Jeux olympiques d'hiver de 1988 à Calgary où ils se sont classés 12e, cinq championnats du monde, sept championnats d'Europe et quelques autres compétitions internationales. Leur meilleur résultat mondial est une neuvième place obtenue en 1987 à Cincinnati, et leurs meilleurs classements européens sont deux cinquièmes places obtenues en 1987 à Sarajevo et 1989 à Birmingham.
Le couple sportif quitte le patinage amateur en 1992. Cheryl Peake patine à de nombreux spectacles sur glace, notamment aux tournées de Dorothy Hamill pour le spectacle "Cinderella... Frozen in Time" de 1992 à 1995. Elle devient entraîneur de patinage ensuite jusqu'à sa mort survenue en 2013.

## Palmarès
| Compétition/Saison              | 1985    | 1986    | 1987    | 1988    | 1989    | 1990    | 1991    | 1992    |  |  |  |  |  |  |
| Jeux olympiques d'hiver         |         |         |         | 12e     |         |         |         |         |  |  |  |  |  |  |
| Championnats du monde           |         | 12e     | 9e      | 12e     | 11e     | F       | 13e     | F       |  |  |  |  |  |  |
| Championnats d'Europe           |         | 10e     | 5e      | 8e      | 5e      | 8e      | 8e      | 9e      |  |  |  |  |  |  |
| Championnats de Grande-Bretagne | 2e      | 1er     | 1er     | 1er     | 1er     | 1er     | 1er     | 2e      |  |  |  |  |  |  |
|                                 |         |         |         |         |         |         |         |         |  |  |  |  |  |  |
| Autres compétitions             | 1984/85 | 1985/86 | 1986/87 | 1987/88 | 1988/89 | 1989/90 | 1990/91 | 1991/92 |  |  |  |  |  |  |
| Skate America                   |         |         | 7e      |         | 9e      |         |         | 8e      |  |  |  |  |  |  |
| Skate Canada                    |         |         | 8e      | 4e      |         |         |         |         |  |  |  |  |  |  |
| Trophée de France               |         |         |         |         |         |         | 4e      |         |  |  |  |  |  |  |
| Légende : F = Forfait           |         |         |         |         |         |         |         |         |  |  |  |  |  |  |